# シドニー・クロスビー
シドニー・クロスビー（英語: Sidney Crosby, 本名：シドニー・パトリック・クロスビー（Sidney Patrick Crosby, 1987年8月7日 - ）は、カナダ連邦ノバスコシア州ハリファックス出身のプロアイスホッケー選手。ポジションはセンター。NHLのピッツバーグ・ペンギンズに所属し、キャプテンも務める。背番号87（生年月日1987.8.7に由来）。
NHL史上最年少の19歳でキャプテンに就任するなど若きスーパースターとして注目され、ウェイン・グレツキーが「"ザ・グレートワン"(偉大なる男)」と称されたのにちなみ、「"ザ・ネクストワン"（"The Next One"(次なる男)）」の愛称で呼ばれる。
デビュー後も二度のMVPを始め数々の賞に輝き、チームを三度のスタンレー・カップ優勝に導くなど、大きな故障を乗り越えてキャリアを通じ、NHLを代表する選手として君臨している。
身長は180cmと高い方では無いが、強靭なフィジカルと卓越したテクニック、さらには広い視野を併せ持ち、欠点らしい欠点の見当たらない選手として知られる。特に下半身の筋肉が発達しており低い重心のスケーティングは安定している上にステップが巧みで、加えてシュートの正確さも持ち合わせ、シュート成功率もリーグでトップクラスである。
父トロイ・クロスビーもかつてアイスホッケー選手でゴールテンダー（ゴールキーパー）だった。1984年にモントリオール・カナディアンズからドラフト全体240番目で指名されたが、NHLではプレーできなかった。

## 経歴
2歳でホッケーを始め、7歳の時に最初の新聞インタビューに応じた。子供の頃はスティーブ・アイザーマンがあこがれの選手だった。
NHLにドラフトで指名されるまでに所属していたリーグでの1試合平均得点率(ポイント)はマリオ・ルミューに次ぐそれだという。

### プロ入りとペンギンズ時代
2005年のNHLドラフト1巡目(全体1位)でピッツバーグ・ペンギンズから指名され、入団。ドラフト前から「確実に全体1位指名」といわれ、リーボック、ゲータレード社など数社がすでにスポンサーについていた。
2004-2005シーズンはNHLのオーナー側がロックアウトに踏み切ったので、翌2005-2006年にワシントン・キャピタルズのアレクサンドル・オベチキンと「カルダー･カップ(最優秀新人賞)」を争うことになった。
2005年10月5日のニュージャージー・デビルスとのデビュー戦では、チームのシーズン最初のゴールをアシストしたが、1対5で敗れた。
2005-2006年は102ポイント（得点39・アシスト63）を記録し、最年少100ポイント記録を更新した。ルーキーイヤーでの100ポイントは史上7人目。また110分のペナルティーを取られていたため、「100ポイントをあげた年に100分のペナルティー」という史上初の記録を達成した。カルダーカップは106ポイントを挙げたオベチキンが受賞した。
2006-2007年は120ポイント（得点36・アシスト84）を挙げ、リーグMVPを獲得した。オールスターにも初出場したが、ポイントは挙げられなかった（2005-2006年はトリノオリンピックでオールスターが無かったため、2007年が自身初のオールスターになった）。オフの5月31日にキャプテンに指名された。19歳297日でのキャプテン就任は史上最年少の快挙である。2007年7月、2012-2013年までの契約延長を結んだ。契約金は5年4350万ドル（生年月日にちなみ1年あたり870万ドル）。
2007-2008年も好調ではあったが、怪我での離脱で2年連続100得点とはいかなかった(離脱がなければ110得点のペースだった)。同年12月、カナダの年間最優秀スポーツ選手に与えられるルー・マーシュ賞を受賞した。チームがプレーオフに進み、決勝に上り詰める中、プレーオフではチーム1位の得点数を上げた。
2008-2009年は、前年のような長期離脱はなく、2年ぶりに100得点を突破した(103得点)。しかし、エヴゲニー・マルキンの活躍もあり、チーム得点王にはなれなかった(1チームに100得点が二人もいるのは2年ぶりの出来事である)。プレーオフでは、スタンリー・カップを獲得したチームの中でゴール王。得点ではマルキンに5つの差をつけられたが、前年を上回る31得点をマークした。
2009-2010シーズンは最多ゴール賞を受賞し、翌シーズンも前半は最多ポイントを独走するなど絶好調だったが、二度の脳震盪で長期離脱。一時は引退かと心配された。2011-2012シーズン終盤に復帰すると順調にポイントを重ね、チームをプレイオフに導いた。
2012年6月29日、2024-25シーズンまでの12年総額1億440万ドルで契約延長。
ロックアウトによりスタートの遅れた2012-2013シーズンも最多ポイントを争っていたが、シーズン終盤にパックを顔面に受けて顎を骨折する。これによる欠場でまたも得点王を逃したが、プレイオフには復帰している。
2013-14シーズンはようやく怪我のないシーズンを送ると、7年ぶりに得点王に輝き、リーグMVPにも輝いた。
2015-16シーズンではチームを７季ぶりの優勝に貢献。スタンレー・カッププレーオフの最優秀選手に贈られるコーン・スマイス賞を受賞。
2016-17シーズンは7年ぶりに最多ゴールとなり、チームを連覇に導く。2年連続でコーン・スマイス賞を受賞。
カナダ代表として2004、2005年の世界ジュニア選手権、2006年の世界選手権に出場した。地元開催となった2010年バンクーバーオリンピックでは、決勝のアメリカ戦で2-2で迎えたサドンデスの延長7分40秒に劇的な決勝ゴールを決め金メダルを獲得した。2015年の世界選手権で優勝したため、26人目のトリプル・ゴールド・クラブ入りを果たした。

## 詳細情報

### 表彰
- ハート記念賞（最優秀選手）：2回（2006-07、2013-14）
- アート・ロス記念賞（最多ポイント）：2回（2006-07、2013-14）
- Maurice "Rocket" Richard Trophy（最多得点）：2回（2009-10、2016-17）
- テッド・リンジー賞（選手会選出最優秀選手）：3回（2006-07、2012-13、2013-14）
- スタンレー・カップ優勝：3回（2009、2016、2017年）
- コーン・スマイス賞（プレーオフMVP）：2回（2016、2017年）
- ルー・マーシュ賞（カナダ最優秀スポーツ選手）：2回（2007、2009年）

### 記録
- NHLオールスターゲーム選出：7回（2007、2008、2009、2011、2015、2017、2018年）

### 背番号
- 87（2005年 - ）

### 代表歴
- 2003年世界U-18アイスホッケー選手権カナダ代表
- 2004年世界ジュニアアイスホッケー選手権カナダ代表
- 2005年世界ジュニアアイスホッケー選手権カナダ代表
- 2006年アイスホッケー世界選手権カナダ代表
- 2010年オリンピックアイスホッケーカナダ代表
- 2014年オリンピックアイスホッケーカナダ代表
- 2015年アイスホッケー世界選手権カナダ代表
- 2016 ワールドカップ・オブ・ホッケー カナダ代表